# Edward Hatton (cầu thủ bóng đá)
Edward Hatton, hay còn gọi E. G. Hatton, là một cầu thủ bóng đá thi đấu ở vị trí tiền đạo trung tâm cho Reading F.C. và Thames Ironworks, đội bóng sau đó là West Ham United.  Ông gia nhập Thames Ironworks năm 1896, ghi hai bàn trong màn ra mắt ở chiến thắng 3-1 trước Vampires F.C.
Trong hai mùa giải ở câu lạc bộ, ông thi đấu 6 trận ở London League, ghi 4 bàn và có 4 trận ở Cúp FA, ghi 1 bàn.  Ông cũng có một lần ra sân ở London Senior Cup, có tổng cộng 11 lần ra sân cho câu lạc bộ được cho là đã ra sân trong 2 trận giao hữu.